# Kirsten Kjær
Maren Kirstine (Kirsten) Kjær (født 14. november 1893 i Vester Torup ved Fjerritslev, død 8. maj 1985 i Frøstrup ved  Hanstholm) var en dansk autodidakt maler.

## Historie
Kjær voksede op på landet men 14-årig stak hun af hjemmefra da hun ikke ville påtage sig kvindens rolle i tidens landbomiljø og fik et job i en bagerforretning. Senere tog hun handelseksamen i Aalborg. Efter at have været i Tyskland, slog hun sig ned i København med arbejde på et klasselotteri og i et forsikringsselskab, samtidig  med at hun modtog klaverundervisning. Senere blev hun selskabsdame på godset Bratskov, hvorefter hun vendte tilbage til Aalborg. Her mødte hun sin senere mand, maleren Frode Nielsen, der siden 1934 var blevet kaldt Frode Nielsen Dann (de). I 1918 blev de gift, og han blev af Nationalmuseet ansat til at restaurere kirkeinventar. Kjær forsøgte sig nu også inden for skuespillerfaget og filmen, men slog ikke igennem. Hun blev syg og indlagt med en svær psykose. Efter at være blevet rask igen begyndte hun for alvor at interessere sig for malerkunsten i en alder af 32 år.
I 1926 rejste hun sammen med Frode Nielsen til Californien hvor hun fik sit gennembrud som maler. I 1929 vendte hun alene tilbage til Danmark, hvor hendes portrætter blev modtaget med stor interesse. Hun tilbragte nogle måneder sammen med forfatterinden Karin  Michaëlis som skrev Hjertets Vagabond om Kirstens vilde liv i USA. Men Kjær tog selv afstand fra bogen og den følgende vinter flygtede hun til Mallorca og Paris. Senere levede hun en periode i Afrika.
Frem for alt er Kjær portrætmaler og har malet mange af sin samtids kendte personer, men også de mere anonyme. I 1943 stiftedes foreningen Kirsten Kjærs Venner, som senere blev et fond, der stod for opførelsen af Kirsten Kjærs Museum i Frøstrup, der blev indviet 1981 og rummer en stor del af hendes malerier og tegninger.

## Hæder
- 1940, 1961, Undervisningsministeriet
- 1940, Koefoed
- 1958, Augusta Dohlmann
- 1965-66, Kunstakademiet
- 1970, Ellen Wilkins
- 1973, Moll
- 1973, Statens Kunstfond
- 1977, J. R. Lund [1]

## Film
- Kirsten - en hjertets vagabond, 1982
- Kirsten Kjær og hendes museum af Jørgen Vestergaard, 2008

## Billeder
| - Selvportrætter af Kirsten Kjær - 1926 - 1926 - Fra San Francisco, 1927 - Fra San Francisco, 1927 - Med hat, 1929 |

| - Fotos med Kirsten Kjær - Med forældrene, 1894 - Med søskende, 1902/03 - Teenager, o. 1908 - Nygift, o. 1920 - Med revypartneren Richard Fossum (“Duoen K.K. & Co.”), 1922 - 1925 |

| - Tegninger af Kirsten Kjær - Francis Dunham, 1928 - Californisk landskab, 1927/29 - Mand ("Jeg er Fransisco"), 1927/29 - Nøgen kvindetorso, 1927/29 - Tre mænd og en kvinde, 1927/29 - Robert Schlick, 1929 |

| - Andre værker af Kirsten Kjær - Jeppe Jepsen, 1925 - Kineser i Portland, 1928 - Nielsine Brøndum, 1919 (Karin Michaëlis' mor) - Thorvald Olesen - Frode Nielsen (de), 1925/26 - Spiritusforbud, 1927 (Frode Nielsen) |